# Eleição municipal de Ribeirão das Neves em 2020
A eleição municipal da cidade de Ribeirão das Neves em 2020 ocorrerá no dia 15 de novembro (primeiro turno) e 29 de novembro (segundo turno, se necessário), com o objetivo de eleger um prefeito, um vice-prefeito, além das vagas de vereadores para a administração da cidade, que se iniciará em 1° de janeiro de 2021 e com término em 31 de dezembro de 2024. O atual prefeito é Moacir Martins da Costa Junior, que foi reeleito.
Originalmente, as eleições ocorreriam em 4 de outubro (primeiro turno) e 25 de outubro (segundo turno, caso necessário), porém, com o agravamento da pandemia de COVID-19 no Brasil, as datas foram modificadas.

## Contexto político e pandemia
As eleições municipais de 2020 estão sendo marcadas, antes mesmo de iniciada a campanha oficial, pela pandemia de COVID-19 no Brasil, o que fez com que os partidos remodelem suas estratégias de pré-campanha. O Tribunal Superior Eleitoral (TSE) autorizou os partidos a realizarem as convenções para escolha de candidatos aos escrutínios por meio de plataformas digitais de transmissão, para evitar aglomerações que possam proliferar o coronavírus. Alguns partidos recorreram a mídias digitais para lançar suas pré-candidaturas. Além disso, a partir deste pleito, será colocada em prática a Emenda Constitucional 97/2017, que proíbe a celebração de coligações partidárias para as eleições legislativas, o que pode gerar um inchaço de candidatos ao legislativo. Pela primeira vez a cidade terá segundo turno, pois atingiu o mínimo exigido para realização do segundo turno ter mais 200 mil eleitores, caso nenhum candidato obtenha 50%+1 dos votos válidos.

## Convenções partidárias
A escolha dos candidatos à Prefeitura de Ribeirão das Neves é oficializada durante as convenções partidárias, que ocorrem excepcionalmente neste pleito entre 31 de agosto a 16 de setembro, período definido pela Emenda Constitucional nº 107 de 2020. Válido para todos os partidos políticos, o prazo garante a isonomia entre as legendas e é o momento em que os partidos escolhem quais filiados podem pedir o registro de candidatura e se disputarão a eleição coligados com outras legendas.

## Candidatos[8]
O prazo para registro de candidaturas foi até 26 de setembro de 2020, e teve os dados divulgados pelo TSE.
Nota: a tabela a seguir está organizada por ordem alfabética de candidatos.
| Número Eleitoral | Candidato(a) a prefeito(a) | Candidato(a) a prefeito(a) | Candidato(a) a vice-prefeito(a) | Candidato(a) a vice-prefeito(a) | Partido/Coligação                                                               |
| Número Eleitoral | Nome                       | Partido                    | Nome                            | Partido                         | Partido/Coligação                                                               |
| ---------------- | -------------------------- | -------------------------- | ------------------------------- | ------------------------------- | ------------------------------------------------------------------------------- |
| 10               | Delei                      | Republicanos               | Toco Menezes                    | Patriota                        | "Nossa gente merece respeito" - Republicanos - PODE - Patriota - PDT - PROS     |
| 14               | Washington Modesto Filho   | PTB                        | Pollyanna Costa                 | REDE                            | "Neves de volta ao progresso" - PTB - REDE                                      |
| 17               | Robinho de Neves           | PSL                        | Adilson Puma                    | PMN                             | "Juntos em busca da renovação " - PSL - PMN - PTC                               |
| 25               | Junynho Martins            | DEM                        | Vitorio Júnior                  | PSD                             | "No caminho do crescimento" - PL - PSD - PP - PSC - MDB - PMB - Cidadania - DEM |
| 40               | Profº Carlos Eugênio       | PSB                        | Aline Veras                     | PSB                             | Sem coligação                                                                   |
| 45               | Joel Lucas                 | PSDB                       | Ronaldo Marreta                 | PSDB                            | Sem coligação                                                                   |
| 65               | Dr. Getulio                | PCdoB                      | Dr. Rogério Alves               | PT                              | "A receita da mudança para Ribeirão das Neves " - PCdoB - PT - PSOL             |
| 70               | Coronel Bianchini          | Avante                     | Neiro Lopes                     | PRTB                            | "Liderança forte, coragem para mudar " - Avante - PRTB                          |
| 77               | Deborah Rubiana            | Solidariedade              | Diogo Fernandes                 | Solidariedade                   | Sem coligação                                                                   |